# 204 (Viña Bus)
El servicio 204 es un recorrido de buses urbanos de la ciudad de Gran Valparaíso. Opera entre el Sector de Forestal en la comuna de Viña Del Mar y el sector Aduana en la comuna de Valparaíso.
Forma parte de la Unidad 2 del sistema de buses urbanos de la ciudad de Gran Valparaíso, siendo operada por la empresa Viña Bus S.A.

## Zonas que sirve
|  | Viña Del Mar |
|  | Valparaíso   |

## Recorrido[1]
| - Viña Del Mar - Río Aysén - Río Álvarez - Río Blanco - Isla de Pascua - Río San Pedro - Río Álvarez - Av. Rogelio Astudillo - Av. La Paz - Blanca Vergara - Manuel Villagra - Simón Bolívar - Álvarez - Viana - Av. España - Valparaíso - Av. España - Errazuriz - Plaza Aduana | - Valparaíso - Plaza Aduana - Errazuriz - Av. Brasil - Av. Argentina - Av. España - Viña Del Mar - Av. España - Álvarez - Simón Bolívar - Salvador Vergara - Las Heras - Simón Bolívar - Manuel Villagra - Blanca Vergara - Av. La Paz - Av. Rogelio Astudillo - Río Álvarez - Río San Pedro - Isla de Pascua - Río Blanco - Río Álvarez - Río Áysen |